# Oncocnemis ciliata
Oncocnemis ciliata là một loài bướm đêm trong họ Noctuidae.